# The Trans List
The Trans List es un documental de 2016 de Timothy Greenfield-Sanders para HBO, sobre once estadounidenses transgéneros: Buck Angel, Kylar Broadus, Caroline Cossey, Laverne Cox, Miss Major Griffin-Gracy, Caitlyn Jenner, Amos Mac, Nicole Maines, Shane Ortega, Bamby Salcedo y Alok Vaid-Menon.
En este retrato grupal documental, estas once personas transgénero comparten sus historias con sus propias palabras. La película muestra la individualidad y las diversas perspectivas de activistas, artistas, atletas, modelos, estrellas del porno, personal militar y emprendedores. Cuentan sus experiencias sobre el amor, el deseo, la familia, los prejuicios y las rebeliones.

## Sinopsis
Documental que se profundiza en la realidad de la identidad trans a través de diversos personajes públicos e influyentes de nuestros días y cuenta además con una gran cantidad de celebridades famosas y activistas, como la actriz Laverne Cox y la estrella de televisión Caitlyn Jenner.

## Elenco
- Buck Angel
- Kylar Broadus
- Caroline Cossey
- Laverne Cox
- Miss Major Griffin-Gracy
- Caitlyn Jenner
- Amos Mac
- Nicole Maines
- Shane Ortega
- Bamby Salcedo
- Alok Vaid-Menon

## Recepción de la crítica
David Zurawik del periódico The Baltimore Sun señaló en su reseña del documental que: «Son las historias de las personas no tan famosas de esta película las que resuenan más profundamente y, como resultado, dan con más éxito un sentido de vida transgénero. Siempre que historias como estas se cuenten con elocuencia en la televisión, la posibilidad de comprensión, aceptación y protección de quienes las cuentan aumentará dramáticamente».

## Reconocimientos

### Premios y nominaciones
| Año  | Evento             | Premio               | Resultado | Ref.  |
| ---- | ------------------ | -------------------- | --------- | ----- |
| 2017 | GLAAD Media Awards | Documental destacado | Nominado  | [ 6 ] |